# Saivo (Gällivare socken, Lappland, 744843-170227)
Saivo är en sjö i Gällivare kommun i Lappland och ingår i Kalixälvens huvudavrinningsområde. Sjön har en area på 2,62 kvadratkilometer och ligger 429,9 meter över havet. Saivo ligger i Torne och Kalix älvsystem Natura 2000-område. Sjön avrinner genom en kort bäck till Kelvajärvi, vars vatten så småningom når Vassaraälven.

## Delavrinningsområde
Saivo ingår i det delavrinningsområde (744810-170224) som SMHI kallar för Utloppet av Saivo. Medelhöjden är 439 meter över havet och ytan är 7,62 kvadratkilometer. Det finns inga avrinningsområden uppströms utan avrinningsområdet är högsta punkten. Vassaraälven som avvattnar avrinningsområdet har biflödesordning 3, vilket innebär att vattnet flödar genom totalt 3 vattendrag innan det når havet efter 257 kilometer. Avrinningsområdet består mestadels av skog (33 procent) och sankmarker (31 procent). Avrinningsområdet har 2,62 kvadratkilometer vattenytor vilket ger det en sjöprocent på 34,4 procent.

## Kulturhistoria
Saivo kommer från det lulesamiska ordet sájvva som betyder "helig dubbelbottnad sjö utan tillopp". På en holme i sjön fanns en offerplats där man vid arkeologiska utgrävningar hittat järnpilspetsar, knivblad, en bronskedja och en av tenn, beslag av brons, glimmer, ornerade benbitar, kärl av näver med mera, alltsammans från 1000- och 1100-talen. Under 1700-talet fanns på platsen en så kallad trollyxa som sades inte kunna rosta. Yxan skulle ha kommit dit efter att en same vid namn Patto-podnie kommit i bråk med Stallo för att denne umgicks med hans dotter. Då Patto-podnie inte kunde övervinna Stallo ropade han till offerstenen vid Saivo för hjälp. Detsamma gjorde emellertid Stallo, och ingen kunde vinna över den andra. Slutligen lovade Patto-podnie att han skulle offra den yxa som Stallo höll i sin hand till stenen, och därmed lyckades han övervinna jätten. Därefter låg yxan alltid vid stenen och hängdes upp på ett renhorn i samband med offer. År 1745 avlägsnades yxan av en annan same, Knut Mickelson Perik, som dock förde den tillbaka och hängde ett silverlöv på den. Därefter fördes yxan till Gällivare kyrka där den förvarades som ett minne av gamla tider, men slutligen försvann. Offerplatsen brändes den 21 juli 1747 av missionären Jonas Zelberg som då var verksam i Killingi. På platsen ska då ha funnits fem seitar samt ofantliga högar av renhorn.